# Walentin Czikin
Walentin Wasiljewicz Czikin (ros. Валенти́н Васи́льевич Чи́кин, ur. 25 stycznia 1932 w Moskwie) – radziecki i rosyjski dziennikarz i polityk.

## Życiorys
W 1958 ukończył studia na Wydziale Dziennikarstwa Moskiewskiego Uniwersytetu Państwowego im. Łomonosowa, 1951-1958 był pracownikiem literackim redakcji gazety "Moskowskij Komsomolec", 1958-1971 pracował w redakcji "Komsomolskiej Prawdy" jako pracownik literacki, zastępca redaktora i redaktor działu i zastępca redaktora naczelnego. Od 1956 w KPZR, 1971-1984 I zastępca redaktora naczelnego gazety "Sowietskaja Rossija", 1984-1986 I zastępca przewodniczącego Państwowego Komitetu ZSRR ds. Wydawnictw, Poligrafii i Handlu Książkami, następnie redaktor naczelny gazety "Sowietskaja Rossija". Od 1986 zastępca członka, a 1990-1991 członek KC KPZR, 1990-1993 deputowany ludowy Federacji Rosyjskiej, 1993-2011 deputowany Dumy Państwowej I, II, III, IV i V kadencji, członek frakcji KPFR, członek Komitetu ds. Polityki Informacyjnej. W 1990 członek Rosyjskiego Biura KC KPZR. Od 1993 członek KC KPFR. Odznaczony Orderem Czerwonego Sztandaru Pracy.